# The Northman
The Northman (L'home del nord) és una pel·lícula de suspens i drama històric èpic nord-americà-britànica dirigida per Robert Eggers, amb un guió coescrit pel poeta i novel·lista islandès Sjón. Ambientada a principis del segle X a Islàndia, és protagonitzada per Alexander Skarsgård com el príncep víking Amleth, juntament amb Nicole Kidman, Anya Taylor-Joy, Björk, Ralph Ineson, Ethan Hawke i Willem Dafoe. La trama segueix el personatge d'Amleth, que emprèn una missió venjativa després de l'assassinat del seu pare.
L'estrena de la pel·lícula va ser el 28 de març de 2022, de la mà de la productora cinematogràfica independent Focus Features. Ha estat subtitulada al català.

## Repartiment
- Alexander Skarsgård com a Amleth
- Nicole Kidman com la reina Gudrun
- Claes Bang com a Fjölnir
- Anya Taylor-Joy com a Olga
- Ethan Hawke com el rey Horvendill
- Willem Dafoe com a Heimir
- Murray McArthur com a Hakon
- Ian Gerard Whyte com a Thórvaldr
- Ingvar Eggert Sigurðsson com el bruixot
- Hafþór Júlíus Björnsson com a Thorfinnr
- Björk com la bruixa eslava
- Kate Dickie com a Halldora, una dona originaria del poble medieval dels pictes
- Ralph Ineson com a Capità Volodymyr

## Producció
L'octubre del 2019, es va anunciar que Robert Eggers dirigiria una franquícia de venjança víking èpica, que també coescriuria amb Sjón. Nicole Kidman, Alexander Skarsgård, Anya Taylor-Joy, Bill Skarsgård i Willem Dafoe es van nombra per interpretar papers a la pel·lícula. Al desembre d'aquell any es va confirmar la participació dels actors juntament amb la incorporació de l'actor danès Claes Bang a l'elenc. La pel·lícula estava oficialment en preparació el desembre de 2019 i va començar a filmar-se a Belfast el 2020.